# 대구국제섬유박람회
대구국제섬유박람회(Preview In Daegu, PID)는 대한민국 대구광역시에서 열리는 섬유 박람회이다. 세계적인 트렌드에 맞추어 차별화된 원사, 고기능성, 친환경 의류 패션소재, 첨단융복합 산업용 소재, 생활용소재, 섬유기계(자동화), 디지털, 패션완제품, 부자재, 텍스타일 디자인까지 최신 신소재를 한눈에 볼 수 있는 트렌드 포럼관, 프라이빗 상담회, 글로벌 섬유패션 세미나, 체험관 등 다양한 볼거리와 이벤트도 함께 진행된다.

## 역사
2002년부터 개최되어 2024년 현재 24회를 맞이하고 있다.